# 太子食品工業
太子食品工業株式会社（たいししょくひんこうぎょう）は、青森県三戸郡三戸町に本社を置く、大豆製品（納豆・豆腐）を中心とした食品メーカー。社章は○の中に「榮」を入れた物である。
「太子納豆」や豆腐「一丁寄せ」（「一丁寄せ」の名称は太子食品工業の登録商標である）の各ブランドで知られる。

## 沿革
- 1940年10月 - 三戸郡南部町にて「工藤商店」として創業。
- 1947年 - 本社・工場を三戸町へ移転する。
- 1964年1月 - 「太子食品工業株式会社」へ改組する。
- 1971年11月 - 十和田工場を新設・操業開始。
- 1986年7月 - 古川清水工場を新設・操業開始。
- 1992年3月 - 雫石工場を新設・操業開始。
- 1998年 - 日光工場を新設・操業開始。
- 2007年 - ISO 22000取得。

## 基幹工場
- 三戸工場
- 田子工場

青森県三戸郡田子町大字田子字池振外平17-1
- 十和田工場

青森県十和田市大字相坂字下前川原25-1
- 雫石工場

岩手県岩手郡雫石町長山林ノ沢111-1
- 日光工場

栃木県日光市町谷739-1
- 古川清水工場

宮城県大崎市清水字新田51-1

## 太子納豆
同社の主力製品であり、粒の大きい納豆である。「遺伝子組み換え大豆を不使用」を早い段階から宣言し、全国報道でも取り上げられた。
青森県内のスーパーマーケットでは広く目にすることができる。
1980年代後半には伊奈かっぺいがCMに出演していた。

## テレビ番組
- 日経スペシャル ガイアの夜明け 食料争奪戦 ～ニッポンの食卓に忍び寄る危機～（2007年6月5日、テレビ東京）[2] - 大豆高騰の中、緑大豆での新商品開発を取材。